# Shake Milton
Malik „Shake” Milton (ur. 26 września 1996 w Savannah) – amerykański koszykarz, występujący na pozycjach rozgrywającego lub rzucającego obrońcy, od 2024 zawodnik New York Knicks. 
W 2014 i 2015 został wybrany najlepszy zawodnikiem szkół średnich stanu Oklahoma (Oklahoma Gatorade Player of the Year), został też wybrany do I składu Parade All-American (2015).
9 lipca 2023 został zawodnikiem Minnesoty Timberwolves. 5 marca 2024 dołączył do New York Knicks.

## Osiągnięcia
Stan na 7 marca 2024, na podstawie, o ile nie zaznaczono inaczej.
NCAA
- Uczestnik rozgrywek turnieju NCAA (2017)
- Mistrz:
  - turnieju konferencji American Athletic (AAC – 2017)
  - sezonu regularnego AAC (2017)
- Zaliczony do:
  - I składu debiutantów AAC (2016)
  - II składu AAC (2017, 2018)
- Zawodnik tygodnia AAC (13.11.2017, 4.12.2017, 22.01.2018)